# Neosisyphus quadricollis
Neosisyphus quadricollis är en skalbaggsart som beskrevs av Hippolyte Louis Gory 1833. Neosisyphus quadricollis ingår i släktet Neosisyphus och familjen bladhorningar. Inga underarter finns listade i Catalogue of Life.